# 丹下博喜
丹下 博喜（たんげ ひろき、1977年3月22日 - ）は日本で活動するミュージカル俳優である。愛媛県松山市出身。劇団四季所属。

## 来歴
地元の高校時代はサッカー部所属する傍ら生徒会長を務め、高校卒業後は大阪府に移住し大阪芸術大学舞台芸術学科に進学した。大学卒業後の1999年4月に37期生として劇団四季研究所に入所し、2000年に『ライオンキング』のアンサンブル役で初舞台出演を果たした。同僚の木村仁美と結婚したが、その後に妻は出産のために退団している。

## 人物
幼少期に広島県尾道市に在住経験があり、その頃の影響で広島東洋カープファンとなった。
劇団四季研究所37期の同期生には有賀光一、大石眞由、玉城任、萩原隆匡などがおり、有賀とはリトルマーメイド、大石とはコーラスライン、玉城とはライオンキング、萩原とはキャッツでそれぞれ共演経験がある。

## 主な出演

### 舞台
- ライオンキング（アンサンブル11枠バード）
- キャッツ（カーバケッティ）
- はだかの王様（アロハ）
- マンマミーア!（エディ、ペッパー、アンサンブル7枠）
- ヴェニスの商人（ロレンゾー）
- ウエストサイド物語（スノーボーイ、グラッドハンド、ジーター）
- エルコスの祈り（パルタ）
- コーラスライン（ボビー）（ダン）(グレッグ2011/12/4）
- 青い鳥（砂糖 2012/10/2）
- リトルマーメイド（スカットル2013/4/7）
- 美女と野獣（ルミエール2015/4/12）
- 魔法をすてたマジョリン（ニラミンコ2018/5/5）
- バケモノの子（アンサンブル3枠ライオンのバケモノ2022/7/20）（アンサンブル5枠青いバンダナの狼のバケモノ2022/4/30)

### ラジオ
- まるまるかながわ（2015年2月9日[1]）